# Ardisia metensis
Ardisia metensis är en viveväxtart som beskrevs av C.L. Lundell. Ardisia metensis ingår i släktet Ardisia och familjen viveväxter. Inga underarter finns listade i Catalogue of Life.